# Leonora van Napels
Leonora van Napels, ook Eleonora van Aragón, (Napoli, 22 juni 1450 - Ferrara, 11 oktober 1493) was door haar huwelijk hertogin van Ferrara.
Zij was de dochter van Ferdinand I van Napels en Isabella van Taranto. Op 3 juli 1473 trouwde zij met Ercole I d'Este, de hertog van Ferrara. Aan hun hof waren de ideeën van de Italiaanse renaissance van grote invloed. Hun kinderen kregen dan ook uitstekend onderwijs. Sommigen van hen hebben een grote rol in het politieke en culturele leven van Italië gespeeld.
Wanneer haar echtgenoot op reis was, bestuurde zij het hertogdom op bekwame wijze.

## Kinderen
- Isabella (1474-1539), die een van de machtigste vrouwen van de Italiaanse Renaissance werd
- Beatrice (1475-1497), die zou trouwen met Ludovico Sforza en hem ondersteunde in zijn politiek
- Alfonso (1476-1534), die zou trouwen met Lucrezia Borgia
- Ferrante (1477-1540),
- Ippolito (1479-1520), kardinaal, militair en beschermheer van de kunst
- Sigismondo (1480-1524)